# BRIT Awards 2012
Die BRIT Awards 2012 wurden am 21. Februar 2012 in der Londoner O2 Arena verliehen. Die Moderation übernahm wie im Vorjahr James Corden.
Erfolgreichste Künstler mit zwei gewonnenen Preisen waren Adele und Ed Sheeran. Die meisten Nominierungen mit vier Stück hatte Ed Sheeran.

## Liveauftritte
Geehrt wurden die verstorbenen Künstlerinnen Amy Winehouse und Whitney Houston.
| Künstler                                        | Lieder                                            |
| ----------------------------------------------- | ------------------------------------------------- |
| Coldplay                                        | Charlie Brown                                     |
| Florence and the Machine                        | No Light, No Light                                |
| Olly Murs Rizzle Kicks                          | Heart Skips a Beat                                |
| Ed Sheeran                                      | Lego House                                        |
| Noel Gallagher’s High Flying Birds Chris Martin | AKA... What a Life!                               |
| Adele                                           | Rolling in the Deep                               |
| Bruno Mars                                      | Just the Way You Are                              |
| Rihanna                                         | We Found Love                                     |
| Blur Phil Daniels                               | Girls & Boys Song 2 Parklife Tender This Is a Low |

## Gewinner und Nominierungen
Zum letzten Mal wurden die Awarda Outstanding Contribution to Music sowie International Breakthrough Act verliehen.
| British Male Solo Artist (präsentiert von Plan B) | British Female Solo Artist (präsentiert von Kylie Minogue)                                                                    |
| --- | --- |
| - Ed Sheeran - James Blake - James Morrison - Noel Gallagher’s High Flying Birds - Professor Green | - Adele - Florence + the Machine - Jessie J - Kate Bush - Laura Marling                                                       |
| British Breakthrough Act (präsentiert von Cesc Fàbregas und Nicole Scherzinger) | British Group (präsentiert von Jo Whiley und Hugh „Huey“ Morgan)                                                              |
| - Ed Sheeran - Anna Calvi - Emeli Sandé - Jessie J - The Vaccines | - Coldplay - Arctic Monkeys - Chase & Status - Elbow - Kasabian                                                               |
| British Single (präsentiert von Tinie Tempah) | British Album of the Year (präsentiert von George Michael)                                                                    |
| - One Direction – What Makes You Beautiful - Adele – Someone like You - Ed Sheeran – The A Team - Example – Changed the Way You Kiss Me - Jessie J featuring B.o.B – Price Tag - JLS featuring Dev – She Makes Me Wanna - Military Wives/Gareth Malone – Wherever You Are - Olly Murs featuring Rizzle Kicks – Heart Skips a Beat - Pixie Lott – All About Tonight - The Wanted – Glad You Came | - Adele – 21 - Florence + the Machine – Ceremonials - Coldplay – Mylo Xyloto - Ed Sheeran – + - PJ Harvey – Let England Shake |
| International Male Solo Artist (präsentiert von Jessie J und Jack Whitehall) | International Female Solo Artist (präsentiert von Jenson Button)                                                              |
| - Bruno Mars - Aloe Blacc - Bon Iver - David Guetta - Ryan Adams | - Rihanna - Beyoncé - Björk - Feist - Lady Gaga                                                                               |
| International Group (präsentiert von Brian May und Roger Taylor) | International Breakthrough Act (präsentiert von will.i.am und Rob Brydon)                                                     |
| - Foo Fighters - Fleet Foxes - Jay-Z und Kanye West - Lady Antebellum - Maroon 5 | - Lana Del Rey - Aloe Blacc - Bon Iver - Foster the People - Nicki Minaj                                                      |
| Critics’ Choice (präsentiert von James Corden und Jessie J) | British Producer (präsentiert von Laura Marling)                                                                              |
| - Emeli Sandé - Maverick Sabre - Michael Kiwanuka | - Ethan Johns - Paul Epworth - Flood                                                                                          |

Outstanding Contribution to Music:
(präsentiert von Ray Winstone)
- Blur